# Grand Theft Auto III
Grand Theft Auto III là một trò chơi hành động - phiêu lưu trong một thế giới mở được phát triển bởi DMA Design và được xuất bản bởi Rockstar Games. Trong game, ta điều khiển một nhân vật mang tên Claude, đi khám phá và khủng bố thành phố Liberty City. Nó được phát hành vào ngày 22 Tháng 10 năm 2001 cho PlayStation 2, ngày 20 tháng 5 năm 2002 cho Microsoft Windows và ngày 31 tháng 10 năm 2003 cho Xbox, và tái phát hành một phiên bản kỷ niệm trên nền tảng điện thoại di động trong năm 2011. Đây là sản phẩm thứ năm trong dòng Grand Theft Auto, và được ra mắt sau Grand Theft Auto 2. Bối cảnh được đặt trong thành phố hư cấu Liberty City, dựa trên thành phố New York và một số công trình từ các thành phố khác.
Trò chơi được chơi ở góc nhìn thứ ba. Thiết kế thế giới mở cho phép người chơi tự do dạo chơi tại thành phố Liberty, bao gồm ba hòn đảo chính. Việc phát triển được hợp tác giữa DMA Design tại Edinburgh và Rockstar ở New York. Trò chơi đã bị trì hoãn sau sự kiện 11 tháng 9, để cho phép nhà phát triển để thay đổi tài liệu tham khảo và gameplay được coi là không phù hợp.
Sau khi phát hành, trò chơi đã nhận được lời khen ngợi, với lời khen ngợi đặc biệt hướng vào khái niệm và cách chơi của nó. Tuy nhiên, trò chơi cũng tạo ra tranh cãi, với những lời chỉ trích nhắm vào các mô tả của bạo lực và nội dung tình dục.  Grand Theft Auto III  đã trở thành video game bán chạy nhất của năm 2001, và đã bán được hơn 17 triệu bản. Được coi là một trong những danh hiệu quan trọng nhất của thế hệ thứ sáu của các trò chơi video, và nhiều nhà phê bình phê bình rằng đây là một trong những video game lớn nhất của mọi thời đại, nó đã giành giải thưởng, bao gồm Game of the Year, giải thưởng danh giá nhất làng Game thế giới. Grand Theft Auto: Vice City, game kế tiếp của dòng GTA, đã dùng rất nhiều những thứ có trong nền tảng của GTA III.
Một phiên bản nâng cấp có tên là The Definitive Edition, bao gồm Grand Theft Auto III, đã được phát hành trên Windows, Nintendo Switch, PlayStation 4, PlayStation 5, Xbox One và Xbox Series X/S vào ngày 11 tháng 11 năm 2021.

## Cốt truyện
Cốt truyện Grand Theft Auto III tập trung chủ yếu vào nhân vật Claude bị câm. Mở đầu trò chơi, Claude và bạn gái Catalina cùng một thành viên băng đảng Colombian Cartel, tổ chức một vụ cướp nhà băng. Tuy nhiên vào phút cuối Catalina lật lọng, bắn chết thành viên kia, giải thích rằng cô ta "là người có tham vọng", bắn Claude rồi bỏ mặc anh ở đó và rời đi. Claude may mắn thoát chết nhưng bị cảnh sát thành phố Liberty City bắt và bị kết án. Trên đường áp giải tới nhà tù ở Đảo Portland thì băng Cartel tổ chức tấn công đoàn xe để cứu Lão già phương Đông (Old Oriental Gentleman) và sau đó đánh sập cây cầu Callahan để trốn thoát, điều này vô tình đã giúp Claude cùng với một bạn tù khác, 8-Ball trốn thoát.
8-Ball giới thiệu Claude cho Luigi Goterelli, ông chủ của hộp đêm Sex Club 7, và Claude làm việc cho anh ta để chứng minh bản thân. Luigi ra lệnh cho anh ta chở "cô gái yêu thích" Misty đến garage của Joey Leone, sau nhiệm vụ thì Claude giành được sự tin tưởng của Joey bằng cách thực hiện các nhiệm vụ chống lại Hội Tam Hoàng (Triads) và gia đình mafìa Forelli. Joey giới thiệu anh với Toni Cipriani, người thuê Claude làm việc cho mình để trả thù Hội Tam Hoàng sau một vụ tấn công không thành công tại một cửa hàng giặt ủi. Sau khi chứng minh được bản thân, Claude được giới thiệu với cha của Joey và người đứng đầu Nhà Leone, Salvatore Leone. Claude do không phải là một thành viên cấp cao của băng nên không vào tham dự cuộc họp của Joey, Toni và Salvatore, vì vậy anh được hướng dẫn lái xe chở và trông nom vợ của Salvatore, Maria Latore, và cứu cô thoát khỏi một cuộc đột kích bởi cảnh sát trong một bữa tiệc thác loạn tại một nhà kho mà cô tham dự.
Salvatore bắt đầu tin tưởng vào Claude và giao cho Claude nhiệm vụ theo dõi Curly Bob, một tay bartender tại Sex Club 7 do ông ta nghi ngờ hắn lén bán thông tin về Leone cho Cartel để đổi lấy SPANK, một loại ma túy bất hợp pháp, nếu mọi chuyện diễn ra đúng như vậy thì xử lí hắn. Claude đi theo Curly Bob và phát hiện ra rằng Catalina và Miguel, người yêu mới của Catalina, đang là lãnh đạo của Cartel. Claude cán chết Curly Bob, nhưng Catalina và Miguel trốn thoát. Salvatore yêu cầu Claude, với sự giúp đỡ của 8-Ball, phá huỷ chiếc tàu chở hàng của Cartel được sử dụng như nhà máy sản xuất SPANK.
Sau đó, Salvatore yêu cầu Claude phá huỷ một chiếc xe chứa đầy bằng chứng giết người. Tuy nhiên, khi Claude đến gần chiếc xe, Maria đã kịp nhắn tin cho Claude nói rằng chiếc xe là một cái bẫy, nếu Claude bước vào xe, nó sẽ nổ, đồng thời hẹn anh ra bến tàu. Tại bến tàu, Maria thừa nhận rằng cô đã nói rằng cô đang có quan hệ với Claude, khiến cho Salvatore tức giận. Maria giới thiệu anh với nữ lãnh đạo của Yakuza và là một người bạn thân của Maria, Asuka Kasen, và họ di chuyển đến Đảo Staunton để trốn khỏi băng Leone.
Asuka muốn Claude chứng minh rằng mối quan hệ của anh với Leone đã hoàn toàn bị cắt đứt bằng cách ám sát Salvatore khi lão ta rời khỏi câu lạc bộ của Luigi. Claude làm việc cho Asuka, anh phải chống lại băng Leone và Sở cảnh sát thành phố Liberty. Cô sớm giới thiệu Claude cho em trai và là đồng lãnh đạo của băng, Kenji Kasen, và một tay cảnh sát biến chất Ray Machowski. Claude làm việc cho Kenji chống lại băng Yardies và Columbian Cartel; đồng thời Claude cũng làm việc cho Ray, chủ yếu là xoá các chứng cứ phạm tội của hắn.
Ray giới thiệu anh với ông trùm bất động sản Donald Love và Claude bắt đầu làm việc cho ông ta. Claude giải cứu Ông già phương Đông, sau khi Love nói với anh rằng băng Cartel đang bắt giữ ông già làm con tin để đòi một khoản tiền chuộc lớn. Để giảm giá bất động sản của thành phố, Love yêu cầu Claude bắt đầu một cuộc chiến giữa băng Yakuza và Columbian Cartel bằng cách đóng giả làm thành viên của Columbian Cartel và giết Kenji Kasen. Love tiếp tục yêu cầu anh ta đi thu thập các gói hàng từ một máy bay, nhưng băng Cartel đã đưa gói hàng trở lại trụ sở công trường xây dựng của băng, và Claude tìm thấy Miguel và Catalina ở đó. Miguel cố thương lượng với Claude và giao gói hàng cho Claude, nhưng Catalina bắn Miguel và trốn thoát. Nghĩ rằng băng Cartel đã giết em trai của cô, Asuka đến giúp Claude và tra tấn Miguel để lấy thông tin. Sau khi giúp đỡ Love tránh khỏi được cảnh sát, Claude trở lại căn hộ của Donald Love và thấy rằng Love và cả Ông già phương Đông đã biến mất. Anh ta trở lại địa điểm xây dựng và thấy Asuka và Miguel đều đã bị giết, với một tờ giấy từ Catalina nói rằng cô ta đã bắt cóc Maria Latore và sẽ giết cô ta trừ phi anh ta mang $500000 đến biệt thự của băng Cartel.
Khi đến biệt thự, Claude nhận ra cuộc trao đổi thực chất là một cuộc phục kích và Catalina bắt Maria đi trên trực thăng và ra lệnh cho băng Cartel giết Claude. Claude thoát được khỏi vòng vây và theo trực thăng tới thành đập Cochrane. Catalina bay đi, để lại Maria trên đập với những tay sai của Catalina. Claude giết tất cả bọn chúng và bắn hạ chiếc trực thăng, giết chết Catalina. Rời khỏi con đập, Maria bắt đầu nói lảm nhảm, và sau khi màn hình mờ dần thành màu đen và một tiếng súng vang lên, không rõ Claude đã bắn Maria hay là bắn chỉ thiên để cô im lặng.